# Manfred Brucks
Manfred Brucks (* 25. September 1955) ist ein ehemaliger deutscher Leichtathlet und Langstreckenläufer. Er gewann 1981 als Aktiver des BSV Grün-Weiß Flüren die Erstaustragung des Rhein-Ruhr-Marathons.

## Laufbahn
Brucks ging aus der Leichtathletik-Abteilung des BSV Grün-Weiß Flüren aus Wesel-Flüren hervor und gehörte zu den größten Talenten des Vereins. Beim durch den Verein ausgetragenen Halbmarathon Flüren stellte er mit 1:06:30 Stunden einen seit Jahrzehnten gültigen Streckenrekord auf. Am 19. September 1981 trat er bei der ersten Auflage des Rhein-Ruhr-Marathons in Duisburg an, der nach dem im selben Jahr erstmals ausgetragenen Frankfurt-Marathon der zweite in Deutschland eingeführte Stadtmarathon war. In einer Zeit von 2:26:36 Stunden holte Brucks den Gesamtsieg.
Am 17. April 1983 belegte er in Dülmen bei der deutschen Marathonmeisterschaft den elften Rang und erreichte mit einer Zeit von 2:21:01 Stunden seinen persönlichen Bestwert über die Marathondistanz. Ab 1985 trat Brucks für die LAV Bayer Uerdingen/Dormagen an. Bei den Deutschen Leichtathletik-Meisterschaften 1985 belegte er in der Mannschaftswertung des 25-km-Straßenlaufs gemeinsam mit Martin Grüning und Clemens Hoube den dritten Platz.